# Strutwiesen bei Steinau
Strutwiesen bei Steinau ist ein Naturschutzgebiet auf dem Gebiet der Stadt Steinau an der Straße im Main-Kinzig-Kreis in Hessen. Das Naturschutzgebiet liegt östlich der Kernstadt von Steinau an der Straße, südöstlich der Landesstraße L 3329 direkt an der nordwestlich fließenden Kinzig.

## Bedeutung
Das 5,65 ha große Gebiet mit der Kennung 1435073 ist seit dem Jahr 1995 als Naturschutzgebiet ausgewiesen.